# Izodicentryczny chromosom 15
Izodicentryczny chromosom 15 (ang. isodicentric 15, idic(15), inverted duplication 15, inv dup 15) – aberracja chromosomowa polegająca na obecności w komórkach organizmu dodatkowego, 47. chromosomu, utworzonego ze zduplikowanych "koniec do końca" długich ramion chromosomu 15.